# Guerra Franco-Holandesa
A Guerra Franco-Holandesa (1672–1678), também conhecida como "Guerra da Holanda" foi um conflito militar entre o Reino da França, o Principado-Bispado de Münster, o Eleitorado de Colônia e o Reino da Inglaterra contra a República Holandesa ("Províncias Unidas"). Os Holandeses receberam mais tarde o apoio do Sacro Império Romano-Germânico, Brandemburgo e a Espanha, formando a Quádrupla Aliança. A guerra terminou com o Tratados de Nimega em 1678 e garantiu o controle do Franco Condado.

## Origens
Entre as origens do ataque movido pelo reino da França contra as Províncias Unidas (vulgo "Holanda"), está o apoio dado por aquela república à Espanha, durante a Guerra de Devolução (1667-1668). Para cumprir seu objetivo, uma das primeiras preocupações de Luís XIV consistiu em buscar o apoio da Inglaterra, em um raro momento de entendimento entre as duas grandes potências. A Inglaterra se sentia ameaçada pelo crescente poder naval das Províncias Unidas e aceitou apoiar Luís XIV em troca de um apoio financeiro anual de três milhões de libras. A Suécia também foi cooptada para interferir indiretamente na invasão das Províncias Unidas, ameaçando o Brandemburgo, caso este eleitorado viesse a intervir contra a França no conflito.

## Preparativos
As medidas tomadas por Michel Le Tellier, marquês de Louvois (1639-1691), secretário da guerra de Luís XIV, permitiram à França mobilizar cerca de 180 000 homens. Destes, cerca de 120 000 seriam usados diretamente contra as Províncias Unidas. O grosso do exército foi dividido em dois corpos, um estacionado em Charleroi e outro em Sedan. Um terceiro corpo, criado a partir dos exércitos de príncipes aliados (Münster e Colônia), partiria da margem direita do Reno. Pelo mar, esperava-se a ação naval da Inglaterra acompanhada, se possível, por um desembarque anfíbio (o que nunca ocorreu).
O exército holandês era bem-organizado. Porém, a maior parte do seu efetivo (80 000 homens) estava imobilizado dentro de fortificações.

## A guerra em 1672 e 1673
No dia 28 de março de 1672 a Inglaterra, governada por Carlos II, declarou guerra às Províncias Unidas e logo foi seguida pela França, no dia 6 de abril. Na frente terrestre, Luís XIV precisava alcançar as Províncias Unidas sem ferir a neutralidade dos chamados Países Baixos espanhóis (que correspondem, grosso modo, à Bélgica e Luxemburgo de hoje). Para isto, suas tropas marcharam pelo estreito corredor do arcebispado de Liège (vide mapa). Graças aos engenheiros militares de Luís XIV (encabeçados por Vauban), o avanço inicial foi extraordinariamente rápido, levando à queda de várias fortalezas holandesas e ao isolamento da poderosa praça de Maestricht. Amsterdam teria, inclusive, ficado indefesa aos conquistadores.
No fronte marítimo, entretanto, o Almirante de Ruyter conseguiu deter, na batalha de Solebay, a frota franco-inglesa que tinha por missão preparar um desembarque anfíbio nas costas da Zelândia.
A partir do dia 16 de junho delegados holandeses procuraram o governo francês em busca de uma composição de paz, oferecendo ceder territórios e pagar indenizações de guerra. Ante a recusa francesa, os holandeses tomaram a decisão mais dramática da guerra: romperam as eclusas de Muyden e provocaram a inundação de seu próprio país. Este gesto desesperado simplesmente paralisou o avanço francês contra as principais cidades do país. Politicamente, os irmãos Johan e Cornelis de Witt, que comandavam a política das Províncias Unidas foram assassinados em agosto e Guilherme de Orange, eleito stathouder do país, tomou a frente do governo. Dentro deste contexto, o imperador Leopoldo I decidiu romper sua neutralidade e se aliar às Províncias Unidas e ao Brandemburgo contra a França. Isto forçou Luís XIV a desviar forças na direção da Vestfália e da Alsácia. A entrada de novos países no conflito levou a guerra a um prolongamento inesperado e destruidor.
Em 1673, o marechal Turenne não esperou o exército do Brandemburgo entrar em ação contra a França. Manobrando na margem direita do rio Reno, Turenne partiu na direção das forças do eleitor Frederico Guilherme I de Brandemburgo, forçando-o a um recuo precipitado. Turenne o perseguiu, atravessou o rio Weser e o eleitor, protegido em Berlim, retirou-se temporariamente do conflito. Pouco tempo depois, no dia 29 de junho, Luís XIV finalmente obteve a rendição da poderosa praça de Maestricht, que ele deixara cercada, na sua retaguarda, no ano anterior. Por outro lado, o Almirante de Ruyter obteve mais duas vitórias contra a frota franco-inglesa, em Walcheren e Texel. No dia 30 de agosto, as Províncias Unidas, o imperador germânico, a Espanha e o duque de Lorena Carlos V formaram a grande aliança de Haia contra a França. Finalmente, tendo enviado um quarto de suas forças para reforçar o rei, Turenne não conseguiu impedir que a cidade de Bonn fosse ocupada pelos adversários. Em seguida, no fim de 1673, teve que recuar para a Alsácia, pressionado pelas tropas do hábil marechal Raimondo Montecuccoli.

## A guerra em 1674 e 1675
O parlamento inglês estava insatisfeito com a guerra, que parecia apenas beneficiar a França. Desconfiado também de que Carlos II pretendia restabelecer o catolicismo, o parlamento forçou o monarca, em fevereiro, a assinar um tratado de paz com as Províncias Unidas. Seguindo a linha desta tendência, muitos príncipes alemães que haviam começado a guerra ao lado da França mudaram de lado em 1674. Diante de uma tal coalizão, o comando francês viu-se forçado a evacuar as Províncias Unidas, com exceção de Maestricht e se fixar em uma posição defensiva ao longo do rio Reno. Com a Espanha na guerra, Luís XIV aproveitou para atacar o Franco-Condado que, naquele tempo, ainda estava submetido aos reis espanhóis.
No dia 1º de julho, o eleitor do Brandemburgo também voltou a pegar em armas contra a França. O Visconde de Turenne, embora vitorioso em Sinsheim, teria mais dificuldades para manter os adversários da França a leste do Reno. Um exército imperial, refugiado ao norte do rio Main, ameaçava seguir para a Alsácia ou para o vale do rio Mosela. Pressionado e tentando dificultar a logística de seus adversários, Turenne tomou a decisão mais controvertida de sua carreira, mandando seus soldados devastarem a região alemã do Palatinado. As ruínas de alguns dos palácios queimados por Turenne ainda estão de pé, nos dias de hoje, ao longo do vale do rio Reno. Alguns historiadores, porém, buscam minimizar o fato, sustentando que era uma prática comum no século XVII.
No dia 11 de agosto, o príncipe de Condé conseguiu deter uma grande ameaça vinda dos Países Baixos, ao derrotar as forças holandesas de Guilherme de Orange na batalha de Seneffe. O ano de 1674 terminou com a invasão da Alsácia pelos imperiais, apoiados pelo Brandemburgo e pelo duque de Lorena. Turenne não pôde impedi-los de levantar seus quartéis de inverno em Colmar. Entretanto, desobedecendo a arte da guerra de então, Turenne realizou uma ampla manobra de inverno, passando por trás do maciço de Vosges até surpreender os aliados em Turckheim, no dia 5 de janeiro de 1675. Apesar das poucas baixas sofridas, o comandante aliado viu-se forçado a repassar o Reno dez dias depois.

A batalha de Fehrbellin, embora disputada com efetivos limitados, foi uma vitória de grande significado simbólico para a dinastia Hohenzollern.

No início deste mesmo ano, a Suécia entrou oficialmente na guerra em favor de Luís XIV. Carregando na bagagem a fama de potência militar que ela adquirira durante a Guerra dos Trinta Anos, ela invadiu o Brandemburgo pelo norte, com um exército de 12 000 homens, mas foi vencida na batalha de Fehrbellin (28 de junho). Este combate é considerado um marco no processo que levaria a dinastia Hohenzollern, que governava o Brandemburgo e a Prússia, a se afirmar como potência militar, 80 anos mais tarde, sob o reinado de Frederico o Grande. O resto do ano é de dificuldades para Luís XIV. Turenne morreu no curso da batalha de Salzbach. Os imperiais voltaram a penetrar na Alsácia, a França se viu obrigada a abandonar Philippsburg e o príncipe de Condé decidiu abandonar sua carreira militar.

## A guerra em 1676 e 1677
Em 1676 a maioria dos beligerantes já demonstrava sinais de exaustão. Luís XIV após capturar duas pequenas praças na região do País-Baixo espanhol, retornou a Versalhes. No restante do front terrestre, reinaria relativa estabilidade. Naquele ano, os combates mais relevantes seriam no mar Mediterrâneo e culminariam com a morte do almirante de Ruyter, em junho. Na mesma época, em Nimegue, os beligerantes começaram a discutir a possibilidade de uma paz na Europa.
Em 1677, as forças francesas sob o comando do Duque de Luxemburgo entraram mais cedo em campanha e capturaram Valenciennes (17 de março) e Cambrais (18 de abril). Luxemburgo tivera sua vida militar ligada à carreira de Condé e se mostraria um herdeiro à altura nesta e na próxima guerra. Paralelamente, Filipe de Orleans, irmão do rei, obteve uma pequena vitória sobre Guilherme de Orange neste mesmo teatro de operações. Assim, a região de Artois e parte de Flandres terminaram o ano nas mãos da França. Ao sul, o marechal francês Créquy venceu o Duque de Lorena em Kokersberg (9 de outubro) e conseguiu capturar Friburg-en-Brisgau. Por fim, o rei da Suécia obteve uma revanche tímida contra o Brandemburgo na batalha de Landskrona (24 de julho) e sofreu sérias derrotas navais diante da frota dinamarquesa.
Paralelamente a estes fatos, em outubro de 1677, um casamento viria a ter importantes consequências para a história da Europa. Maria de York, herdeira do trono inglês, casou-se com Guilherme de Orange, marcando a reaproximação entre as Províncias Unidas e a Inglaterra.

## 1678, paz e consequências
Em 1678, Luís prosseguiu suas conquistas às custas dos Países-Baixos espanhóis, capturando Gand e Ypres (25 de março). As Províncias Unidas voltaram, assim, a sentir pressão sobre o seu território. As conversações em Nimegue avançavam, mas esbarravam na decisão francesa de proteger os interesses suecos. Porém, com uma nova vitória francesa em julho, as Províncias Unidas firmaram a Paz de Nimegue em agosto de 1678. Outros tratados de paz são firmados com os demais contendores nos meses seguintes, de onde a decadente Espanha sairia como a grande derrotada, perdendo para a França o Franco-Condado e várias cidades dos Países-Baixos espanhóis. As Províncias Unidas, que correram o risco de serem aniquiladas em 1672, podiam festejar a diminuição de algumas tarifas aduaneiras em seu comércio com a França. A Suécia, cuja tradição militar não se mostrara suficiente para deter a ascensão de Berlim, conseguiu sair do conflito com perdas territoriais insignificantes.
Embora o resultado do conflito pareça inconclusivo, ele teria grande importância sobre os eventos dos 40 anos seguintes. A França, que nos últimos anos da guerra combatera praticamente sozinha contra uma poderosa coalizão, saía do episódio como a grande potência militar terrestre da Europa. As Províncias Unidas, embora ainda não se pudesse notar, já davam mostras de decadência e cediam sua potência naval à Inglaterra que, governada por Guilherme de Orange a partir da Revolução Gloriosa, viria a se tornar inimiga figadal da França. A Espanha e a Suécia, tímidas participantes deste conflito, perdiam importância e sofreriam grandes perdas territoriais nas décadas seguintes.